# Павлов Михайло Іванович
Па́влов Миха́йло Іва́нович (нар. 20 липня 1956, м. Васильків, Київська область) — продюсер, режисер кіно і телебачення, медіа-менеджер.Член Національної спілки кінематографістів України

## Біографія
Трудова діяльність почалася в 1973 році на посаді освітлювача в студії телевізійних фільмів «Укртелефільм»,а у травні 1977 року продовжив роботу на посаді асистента кінооператора.У1982 року зачислений в состав студентів кінорежисерського факультету Київського національного університету театру, кіно і телебачення імені Івана Карпенка-Карого.Дипломну роботу студента кінорежисерського факультету Павлова - «Порожняк» (1987) було показано Центральним телебаченням та відзначено журі кінофестивалю «Молодість».
Аж до розпаду Радянського Союзу він знімає по два документальні фільми на рік. Головною метою цих своєрідних кінематографічних досліджень для молодого режисера стає пошук справжнього «історичного фундаменту» України, який було на той час поховано під шаром радянських історичних ідеологем та фальсифікацій. У фільмах М. Павлова з’являються історичні постаті та події минулого України, маловідомі пересічному глядачеві. Художнє осмислення цього минулого відбувалося в контексті духовної та системної стагнації пізньорадянського періоду. Так від доль представників роду меценатів та колекціонерів українських старожитностей Тарновських («День поминання» 1988), а також не менш славетного роду Лизогубів («Соната» 1989) і трагічної втрати їх духовного спадку автор переходить до історичних узагальнень у фільмі «Тут були відпочиваючі, або Шлях на користь» (1989), що одержав приз кінофестивалю «Молодість». Герої стрічки – звичайні матроси - обговорюють ситуацію, що склалася у «перебудовчому» Союзі, а їх баржа-асенізатор суне собі помаленьку з Новгороду-Сіверського до Чернігова, шляхом, яким свого часу «мандрувала» Катерина II, епоха якої була такою ж згубною для України. Проведення історичних паралелей стали для режисера Павлова улюбленим кінематографічним і світоглядним прийомом. Так у повнометражному фільмі «Чумацьким шляхом» (1990) етнографічна експедиція стає своєрідною машиною часу, яка шукає залишки української ідентичності в історичному, культурному та людському вимірах на руїнах Радянської та Російської імперій 
Паралельно з творчо-виробничим процесом, Михайло Павлов займається активною громадською діяльністю. Його обирають секретарем Спілки кінематографістів України та Головою оргкомітету кінофестивалю «Молодість». Саме в цей час формується дирекція цього визнаного в світі міжнародного кінематографічного заходу. У 1990-91 роках М. Павлов стає співорганізатором фестивалю «Українська гласність» у місті Торонто (Канада), метою якого було знайомство української діаспори з останніми на той час зразками кінематографії України та її творцями.
Після стажування на провідних телеканалах Канади у 1992 році Михайло Павлов починає брати активну участь у створенні телевізійної індустрії України - від формування невеликих виробничих студій до створення і запуску проекту «Новий канал» у 1998 році, на посаді генерального продюсера якого працює до 1999 року, а в 2000 році – новому старті каналу ICTV.
На сьогодні Михайло Павлов - генеральний продюсер спеціальних проектів каналу ICTV. Він брав безпосередню участь в становленні інформаційного мовлення каналу: розробці і запуску програми «Факти», в створенні багатьох успішних телевізійних форматів, таких як «Кримінальні історії», «Коронна страва» з Ольгою Бурою, «Галопом по Європах», «Леся і Рома» та багатьох інших. У 2004 Михайло Павлов отримує відзнаку «Телетріумф», як найкращий телевізійний продюсер року.
Але особливу увагу продюсер Павлов приділяє суспільно-політичним проектам. Саме під його керівництвом з’являється ток-шоу «Свобода слова» – найбільш резонансна суспільно-політична програма нового часу в Україні. Він розробив і реалізував телемарафони-мости з Президентом України, в яких студенти з різних міст країни отримали можливість спілкування з першою особою країни.“Свобода слова”, здобула найбільше премій “Телетріумф” на українському ТБ за всю його історію.
Михайло Павлов є членом Національної спілки кінематографістів України,Української кіноакадемії та Української телевізійної академії.
З 2004 викладач у Державному університеті театру, кіно ітелебачення ім. Карпенка -Карого, веде майстерню майбутніх телевізійних режисерів.

## Фільмографія
- «Порожняк» (1987)
- «На згадку про курорт» (1988)
- «День поминання» (1988)
- «Соната» (1989)
- «Тут були відпочиваючі, або шлях на користь» (1989)
- «Чумацьким шляхом» (1990)

- «Повернення» (1991)

Цикл фільмів про роль Кремля і спецслужб Росії в розхитуванні ситуації в Україні, яка призвела до анексії Криму та війни на Донбасі:
- “Новоросія. Ціна проекту” (2016)[2]

- “Русский мир” (2017)[3]

- “Світ і війна” (2018)[4]

## Відзнаки
- Нагороджений призами кінофестивалю «Молодість», кінофестивалю студентських фільмів (м. Тбілісі).
- Конкурс «Телетріумф»-2004 — номінація: «Продюсер»
- Орден «За заслуги» III ступеня (Україна) [5]